# St. Nikolaus (Haar)

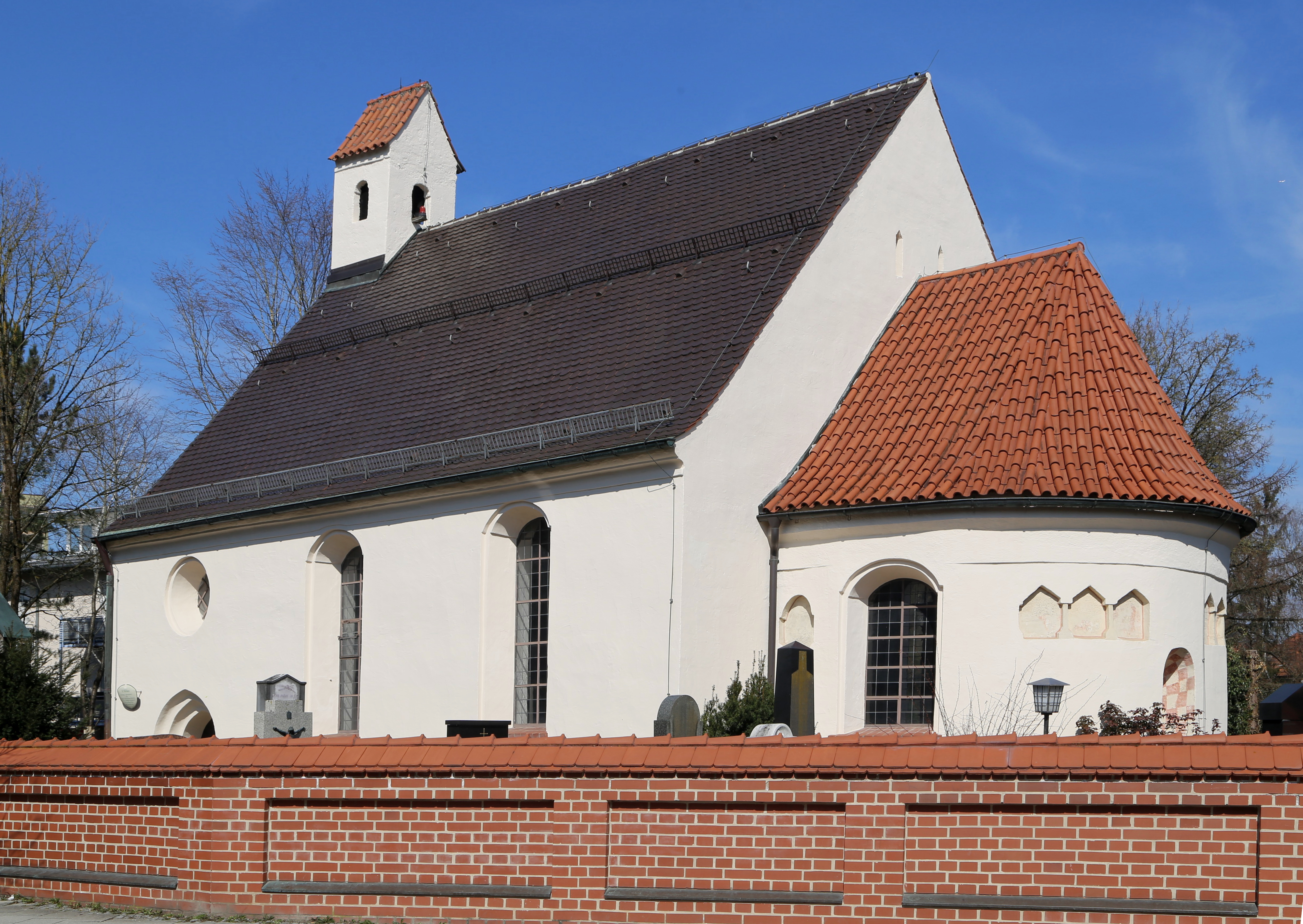
St. Nikolaus in Haar

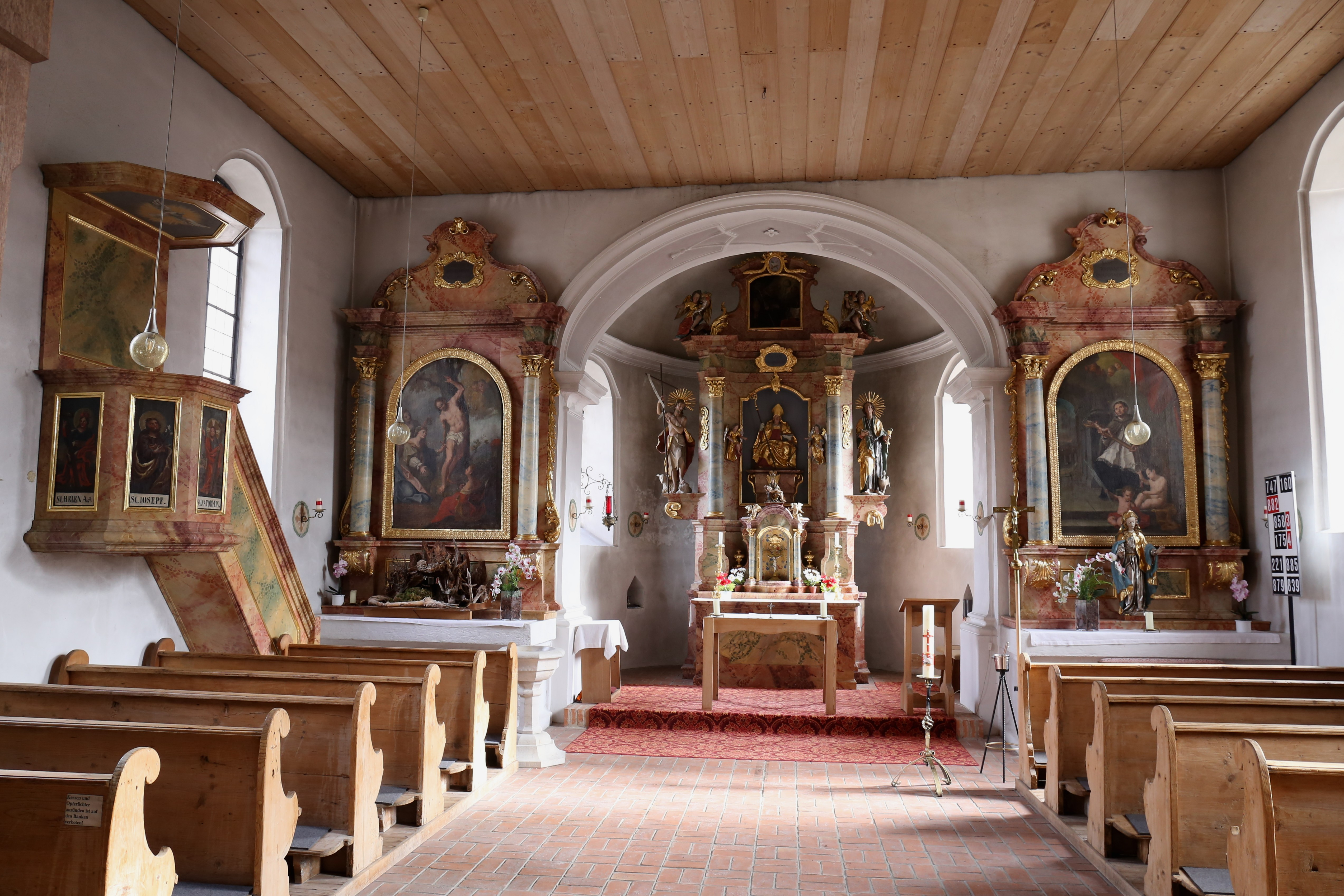
Innenraum

Die römisch-katholische Filialkirche St. Nikolaus steht in Haar, einer Stadt im oberbayerischen Landkreis München. Das Bauwerk ist in der Liste der Baudenkmäler in Haar als Baudenkmal unter der Nr. D-1-84-123-1 eingetragen. Die Kirche gehört zum Dekanat München-Nordost im Erzbistum München und Freising.

## Geschichte und Baubeschreibung
St. Nikolaus in Haar ist im Ursprung eine romanische Saalkirche aus verputzten Bruchsteinen, bestehend aus Langhaus und eingezogenem, halbrund geschlossenem Chor im Osten. Sie wurde in der zweiten Hälfte des 13. Jahrhunderts erbaut und nach Veränderungen im 15. Jahrhundert sowie Verwüstungen während des Dreißigjährigen Krieges 1697 wieder hergestellt. Um 1750 wurde sie im Barockstil umgestaltet, nachdem sie offenbar erneut baufällig geworden war, aber wegen des sie umgebenden Friedhofs nicht abgerissen werden durfte. Die zu dieser Zeit vorhandenen schmalen gotischen Fenster wurden durch größere Barockfenster ersetzt. Außerdem wurden eine gewölbte Decke eingezogen und der Eingang umgestaltet. In den Kirchenraum kamen die Altäre und die Kanzel, so wie sie heute erhalten sind. Was mit den früheren Altären geschah, ist nicht bekannt. 1827 war die Kirche erneut in äußerst schlechtem Zustand und schon länger nicht mehr genutzt worden, sodass ein Bürger sie abbrechen zu dürfen beantragte, um  die Steine als Baumaterial zu verwenden. Ein Franz Bibinger protestierte jedoch und richtete die Kirche auf eigene Kosten wieder her. Bei dieser Maßnahme wurde das Kirchenschiff um einen halben Meter abgetragen und ein neuer Dachstuhl aufgesetzt. Der ursprüngliche Kirchturm wurde um 1830 durch einen Giebelreiter ersetzt, der sich im Westen über der Fassade erhebt.

## Ausstattung
Der im Wesentlichen barocke Hochaltar zeigt verschiedene Stilelemente. Hauptbild des Altars ist eine sitzende Skulptur des hl. Nikolaus von Myra aus der Zeit um 1520, die dem Umkreis des Meisters von Rabenden zugeschrieben wird. Die beiden Assistenzfiguren sind Johannes der Täufer, der wahrscheinlich um 1720 geschnitzt wurde, und Johannes der Evangelist, eine gotische, später veränderte Figur. Unter der Nikolausstatue steht eine kleine Pietà. Die Ölbilder der Seitenaltäre entstanden im 18. Jahrhundert. Sie zeigen links den hl. Sebastian und rechts den hl. Johannes Nepomuk.
Die Kanzel stammt ebenfalls aus der Barockzeit. Auf vier kleinen Holztafelbildern am Kanzelkorb sind die heilige Helena, der heilige Josef, Christus als Erlöser der Welt und Maria jeweils in schmalem Goldrahmen auf marmoriertem Holz dargestellt.
Die Orgel wurde 1990 von Wilhelm Stöberl gebaut.